# Fredrik Nussdorffer
Fredrik Nussdorffer, död efter 1541, var en tysk byggmästare verksam i Sverige. 
Innan han kom till Sverige var han 1539 chefsbyggmästare hos hertig Albrekt av Preussen. Hans byggnadsprojekt som byggmästare åt Gustav Vasa innefattar Gripsholms slott från 1 augusti 1539 (samtida med Henrik von Cöllen), Kalmar slott 1542–1552 och Slottet Tre Kronor i Stockholm 1539–1541.